# Педирка
Педирка (англ. Pedirka Desert) — небольшая пустыня в Южной Австралии.

## Общие сведения
Расположена примерно в 100 км к северо-западу от города Однадатта и в 250 км к северо-востоку от Кубер-Педи. Площадь пустыни невелика, всего около 1250 квадратных километров (480 кв. миль).
Она относится к биогеографическому региону Финке (Finke). Пески Педирки имеют глубокий красный цвет. В пустыне растут акации вида Acacia aneura. Дюны низкие и расположены параллельно.
Пустыня не особенно популярна у любителей природы, поэтому её территория постепенно застраивается